# L'Île aux oiseaux de fer
L'Île aux oiseaux de fer est un roman de science-fiction d'André Dhôtel publié en 1956. C'est une dystopie décrivant une île où s'est développée une société presque entièrement automatisée.

## Synopsis
Julien Grainebis s'est engagé comme stewart sur un paquebot. Au cours de la traversée, il se retrouve jeté à l'eau. Il est en train de se noyer lorsque d'étranges oiseaux métalliques lui viennent en aide. Il parvient à s'échouer sur un rivage et se rend compte peu à peu qu'il est arrivé sur une île qui vit coupée du monde. Sur cette île s'est développée une société entièrement machinisée, où d'innombrables mécanismes, robots et systèmes automatisés entretiennent une vie qui apparaît d'abord idéale à Julien : les villes sont magnifiques et dotées de larges avenues en terrasse où l'on peut se promener, la météo elle-même est entièrement contrôlée et tout semble voué au bonheur des habitants. Julien fait la rencontre d'Irène, une psychologue qui l'aide à prendre ses repères sur l'île. Tous deux ne tardent pas à tomber amoureux. Cependant, tout semble trop propre dans cette nouvelle vie. Julien découvre bientôt les aspects liberticides et répressifs de l'île aux oiseaux de fer : ces créatures servent également de police et n'hésitent pas à traquer et à tuer les fauteurs de trouble. Julien et Irène, mis au ban de la société par les machines, vont devoir trouver un moyen de s'enfuir de l'île.

## Histoire éditoriale
Le roman paraît chez Fasquelle dans la collection « Libelles » en 1956. Il est réédité en 2002 chez Grasset dans la collection « Les cahiers rouges ».

## Analyse
L'écrivain des littératures de l'imaginaire Francis Berthelot inclut L'Île aux oiseaux de fer dans son essai Bibliothèque de l'Entre-Mondes, où il présente un choix d'œuvres qui s'affranchissent des frontières entre les genres littéraires.